# Tillandsia capillaris
Tillandsia capillaris là một loài thuộc chi Tillandsia. Đây là loài bản địa của Bolivia và Ecuador.

## Hình ảnh

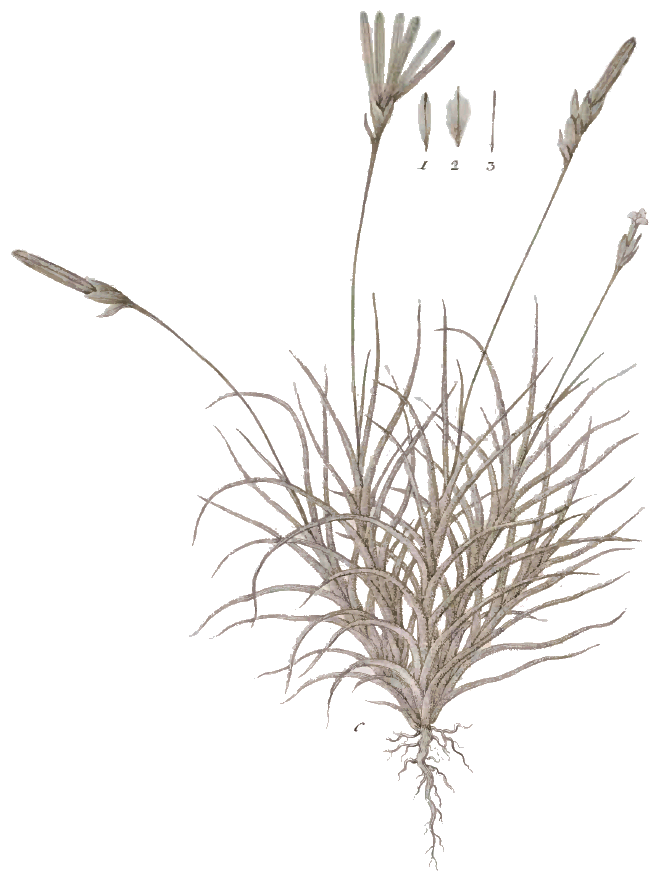